# 기타가와 요시오
기타가와 요시오(일본어: 北川 佳男, 1978년 8월 21일 ~ )는 일본의 전 축구 선수이다.

## 구단 경력
과거 미토 홀리호크, 알로스 호쿠리쿠, 로아소 구마모토에서 활동하였다.